# Plesiodiadema horridum
Plesiodiadema horridum is een zee-egel uit de familie Aspidodiadematidae.
De wetenschappelijke naam van de soort werd in 1898 gepubliceerd door Alexander Emanuel Agassiz.